# Зубета
Зубета је насељено мјесто у општини Вареш, Босна и Херцеговина.

## Становништво
|             | 2013.        | 1991.         |
| Укупно      | 115 (100,0%) | 265 (100,0%)  |
| Бошњаци     | 115 (100,0%) | 258 (97,36%)1 |
| Југословени | –            | 7 (2,642%)    |
| Срби        | –            | 0 (0,000%)    |
| Хрвати      | –            | 0 (0,000%)    |

1. 1 На пописима од 1971. до 1991. Бошњаци су пописивани углавном као Муслимани.